# Limois kikuchii
Limois kikuchii är en insektsart som beskrevs av Kato 1932. Limois kikuchii ingår i släktet Limois och familjen lyktstritar. Inga underarter finns listade i Catalogue of Life.